# FC Dniprò
L'FC Dniprò  (en ucraïnès ФК "Днiпро") és un club ucraïnès de futbol de la ciutat de Dniprò.

## Història
Evolució del nom:
- 1918: fundació del club com a equip de la BRIT
- 1925: reanomenat a equip de la fàbrica Petrovski
- 1926: reanomenat Petrovets Dniepropetrovsk
- 1936: reanomenat Stal Dniepropetrovsk
- 1947: fusió amb el club Dinamo Dnipropetrovsk
- 1949: reanomenat Metalurg Dniepropetrovsk
- 1962: reanomenat Dniepr Dniepropetrovsk
- 1992: reanomenat Dniprò Dniepropetrovsk

## Palmarès
- Lliga soviètica de futbol: 2
  - 1983, 1988
- Copa soviètica de futbol: 1
  - 1989
- Supercopa soviètica de futbol: 1
  - 1988
- Copa Federació soviètica de futbol: 2
  - 1986, 1989

## Jugadors destacats
- Anatoli Demiànenko
- Gennadiy Litovchenko
- Oleh Protasov
- Oleh Taran
- Vadim Yevtushenko
- Yuri Maximov
- Dmytro Parfenov
- Oleh Venglinsky
- Ruslan Rotan
- Andriy Rusol
- Volodímir Iezerski
- Serhí Nazarenko